# Steninge församling
Steninge församling var en församling i Halmstads och Laholms kontrakt i Göteborgs stift. Församlingen ingick i Harplinge-Steninge pastorat och låg i Halmstads kommun i Hallands län. Församlingen uppgick 2022 i Harplinge-Steninge församling.

## Administrativ historik
Församlingen har medeltida ursprung. Församlingen var till  2022 annexförsamling i pastoratet Harplinge och Steninge. Församlingen uppgick 2022 i Harplinge-Steninge församling.

## Kyrkor
- Steninge kyrka